# Anne Joseph Boyelleau
Anne Joseph Boyelleau est un homme politique français né le 21 octobre 1744 à Chalon-sur-Saône (Saône-et-Loire) et décédé le 3 juillet 1810 au même lieu.
Propriétaire, maire de Chalon-sur-Saône, il est député de Saône-et-Loire de 1804 à 1809.

## Sources
- « Anne Joseph Boyelleau », dans Adolphe Robert et Gaston Cougny, Dictionnaire des parlementaires français, Edgar Bourloton, 1889-1891 [détail de l’édition]